# Wasja Götze
Wasja Götze (* 1941 in Altmügeln bei Oschatz in Sachsen) ist ein deutscher Maler, Dichter, Grafiker und Liedermacher.

## Leben
Götze absolvierte bis 1956 die Erweiterte Oberschule und machte das Abitur. Nachdem er den Grundwehrdienst in der NVA geleistet hatte, studierte er von 1962 bis 1968 bei Friedrich Engemann, Walter Funkat und Lothar Zitzmann in der Fachrichtung Innenarchitektur und Gebrauchsgrafik bzw. Gebrauchsgrafik der Hochschule für industrielle Formgestaltung Halle – Burg Giebichenstein. Danach arbeitete er bis 1976 als Bühnenbildner und Kostümbildner für die Volksbühne Berlin, das Deutsche Theater Ostberlin und das Landestheater Halle.
1969 veranstaltete Götze die I. Hallesche Hofgalerie, eine im eigenen Auftrag organisierte Ausstellung auf dem Grundstück der Familie, die auf staatlichen Druck vorzeitig geschlossen wird. 1976 folgte in Halle/Saale die erste Einzelausstellung in der Galerie Marktschlößchen, die ebenfalls abgebrochen wurde. Nach der Unterschrift unter die Protestnote gegen die Biermann-Ausbürgerung 1976, weiteren Einzelausstellungen, u. a. 1982 in der Erfurter Galerie erph, und teilweise durch staatliche Organe verbotenen Konzerten als Liedermacher wird ihm 1982 die Ausbürgerung aus der DDR angedroht, die er jedoch umgeht. An seinen ausgereisten Freund Kurt Bartsch schreibt er später, im Sommer 1989: „Wer jetzt aus der DDR abhaut, ist bekloppt! Hoffnungslosigkeit? Nicht die Spur! Wir wissen, dass wir dabei sein werden, wenn diese absurde Gesellschaft ihre letzte absurde Pirouette drehen und auf Arsch und Schnauze zugleich landen wird.“. In den 1980er Jahren hatte er sich zunehmend aus dem gegenkulturellen Leben zurückgezogen. „Obwohl Wasja Götze ahnte, vom Staatssicherheitsdienst beobachtet zu werden, ließ er keine Gelegenheit aus, unter seinen Berufskolleginnen und Kollegen, darüber hinaus unter Personen seines Umfeldes, den Reformdruck zu stärken, für den er in Halle (Saale) zum herausragenden Repräsentanten wurde.“
1990 wurde Götze Stadtverordneter in Halle.
Götze ist der Vater des Malers Moritz Götze.

## Werk
Götze gilt als eine der originellsten Figuren der DDR-Gegenkultur der 1960er und 1970er Jahre. Er malte, schrieb Gedichte, komponierte, musizierte und agierte gegen staatlich verordnete kommunistische Engstirnigkeit. Die Petersberg-Rallye, eine künstlerisch inspirierte Fahrradrallye, die über Jahrzehnte ein subversiver Ausdruck gegen staatlichen Einheits-Druck darstellte, geht auf seine Initiative zurück.
In seinen Bildern arbeitet er schon früh, neben Willy Wolff und Hans Ticha als einer der wenigen Künstler in der DDR, mit Stilelementen der der westlichen Pop Art. Diese kombiniert er oft mit Versatzstücken realsozialistischer Phänomene und persönlichen Erfahrungen und war deswegen schon staatlichen Organen ein Dorn im Auge. Insgesamt wurde er von 15 Inoffiziellen Mitarbeitern des MfS überwacht, die bei deren regelmäßigen „Walz-Touren“ mit seinem Freund Matthias Griebel in den Wäldern der DDR teilweise in Handlungsnot gerieten. Seit den 1980er Jahren sind nur noch in unregelmäßigen Abständen Werke von ihm entstanden. In den 1990er Jahren folgten einige Ausstellungen; im Herbst 2008 die Veröffentlichung eines von ihm illustrierten Kinderbuches.

## Teilnahme an zentralen und wichtigen regionalen Ausstellungen in der Zeit der DDR
- 1974 und 1979: Halle/Saale, Bezirkskunstausstellungen
- 1978: Halle, Galerie Roter Turm („Das Plakat im Bezirk Halle“)
- 1979: Berlin, Altes Museum („Jugend in der Kunst“)
- 1979/1980: Hannover, Kunstverein Hannover („Kunst aus der DDR. Bezirk Halle“)
- 1984: Halle/Saale, Staatliche Galerie Moritzburg („Walter Funkat und Schüler“)